# Susana Rodríguez Gacio
Susana Rodríguez Gacio   (Vigo, 4 de març de 1988) és una metgessa i paratriatleta gallega, campiona mundial de triatló en els Jocs Paralímpics.

## Trajectòria
Rodríguez va néixer amb albinisme i una deficiència visual del 90%. Compagina des de la infància la seva dedicació a l'esport amb la passió per la medicina. Des de 1998 va practicar atletisme amb una professora de l'ONCE en el Centre de Tecnificació de Pontevedra. Va participar en competicions d'atletisme fins al 2008, any que al no aconseguir plaça en el mundial paralímpic, va decidir canviar l'activitat esportiva pel triatló. Va estudiar fisioteràpia a Vigo i després medicina a la Universitat de Santiago de Compostel·la, on va obtenir la llicenciatura en medicina el 2015, any en què va començar a preparar la prova del MIR. Inicia la seva residència a l'any 2016 com a metge resident a l'Hospital Clínic de Santiago de Compostel·la, treballa com a metgessa interna resident de Medicina física i rehabilitació. A l'arribar del campionat paralímpic de Rio de Janeiro el 2016 va iniciar el seu treball de primer any de resident a consultes a pacients.
Va treballar en consultes externes fins a abril de l'any 2020, quan amb motiu de la pandèmia de la COVID-19 va ser assignada a un programa d'assistència a pacients per telèfon. Compagina la seva feina amb els entrenaments per preparar la temporada i el proper campionat mundial de triatló. Al sortir de la feina, entrena i en aquest any de pandèmia es preparava per als jocs de Tòquio 2020, ja que disposava de l'equip d'entrenament, la cinta per córrer, la màquina de rem i la bicicleta estàtica amb corró. Té plaça per a la prova de triatló dels Jocs de Tòquio, i lluita per competir també en la prova d'atletisme de 1.500 metres.
La Federació Espanyola de Triatló va realitzar una entrevista a Rodríguez en el seu setè Instagram Live de juny de 2020 en la qual parla de la seva discapacitat visual com una qualitat que li ha permès fer el que desitjava.

## Triatló
- En el campionat de món de triatló de 2013 celebrat a Londres va obtenir medalla de plata. En el de 2014 celebrat a Edmonton i el de 2015 celebrat a Chicago va obtenir la medalla de bronze.[5]
- El 2018 va guanyar la medalla d'or al Mundial a Gold Coast (Austràlia).[4]